# Diga di Koçköprü
La diga di Koçköprü è una diga della Turchia. Si trova nella provincia di Van.